# Olaus Andreae Pontanus
Olaus Andreae Pontanus (född Olof Andersson), död 7 februari 1675 i [Bro prästgård), Bro. Pontanus var komminister i Uddevalla 1653 och kyrkoherde i Bro 1657. Han var riksdagsman för Karlstads stift vid riksdagen 1660. Gift med Christense Hansdotter Gedda.